# Barefoot Jerry
Barefoot Jerry es una banda estadounidense de rock sureño y música country, formada en la ciudad de Nashville, Tennessee, activa principalmente de 1971 a 1977, y con algunas reuniones ocasionales hasta la fecha. Fue formada por los músicos Wayne Moss y Mac Gayden. Moss había trabajado previamente como músico de sesión de Bob Dylan y Roy Orbison (tocó el riff de guitarra en la reconocida canción "Pretty Woman"). Han lanzado 11 álbumes, entre discos de estudio y compilados hasta la fecha.

## Músicos
- Wayne Moss, guitarra, voz, teclados, bajo
- Mac Gayden, guitarra, voz
- Kenneth A. Buttrey, batería
- John Harris, teclados

## Discografía

### Estudio
- 1971: Southern Delight (Capitol Records)
- 1972: Barefoot Jerry (Warner Bros. Records)
- 1974: Watchin' TV (Monument Records)
- 1975: You Can't Get Off with Your Shoes On (Monument Records)
- 1976: Grocery (double-LP reissue of the first two albums; Monument Records)
- 1976: Keys to the Country (Monument Records)
- 1977: Barefootin' (Monument Records)
- 1997: Southern Delight/Barefoot Jerry (See For Miles)
- 1997: Watchin' TV/You Can't Get Off with Your Shoes On (See for Miles)
- 1997: Keys To The Country/Barefootin' (See For Miles)
- 2006: Keys To The Country/Barefootin' (Hux Records)

### Sencillos
| Año  | Sencillos                              | Listas  | Álbum                                |
| Año  | Sencillos                              | EE. UU. | Álbum                                |
| ---- | -------------------------------------- | ------- | ------------------------------------ |
| 1975 | "You Can't Get Off with Your Shoes On" | 109     | You Can't Get Off with Your Shoes On |